# Paul Bodin
 (juin 2014).
Pour les articles homonymes, voir Bodin.
Paul-Joseph Bodin (20 septembre 1847 à Saumur - 16 février 1926 à Paris) est un ingénieur français. On lui doit entre autres la construction du viaduc du Viaur en 1902.

## Biographie
Fils de l'architecte et archéologue Camille Bodin-Legendre, il sortit diplômé de Centrale en 1871. 
Après avoir servi comme capitaine aide-major lors de la Guerre franco-allemande de 1870, il entre à la Société de construction des Batignolles (SCB) en tant qu'ingénieur en 1873. Il se spécialisa dans l'étude et l'exécution des grands travaux de ponts et charpentes métalliques. 
En 1883, il devient répétiteur et professeur à l'École centrale de Paris. Il en devint membre du conseil en 1897 et y enseigna jusqu'en 1919, devenant alors professeur honoraire, après avoir refusé la direction de l'école en 1911. Il fut l'un des fondateurs et président de la Société des amis de l'École centrale et de la Maison des Centraux. Il fut également président durant vingt-cinq ans de la Caisse de secours des élèves.
Bodin devient président de la Société nouvelle des Mines d'Hamimaté, administrateur délégué de la Société franco-tunisienne d'entreprises et travaux métalliques et de la Société française d'entreprises au Brésil, ainsi qu'administrateur des Chargeurs d'Extrême-Orient.
Devenu ingénieur en chef de la SCB, Jules Goüin le fait entrer au conseil d'administration et au comité de direction.
Il est président de la Société des ingénieurs civils de France en 1903, du Congrès général du génie civil et de l'École spéciale d'architecture, membre du Conseil Supérieur des Travaux Publics, du Conseil de la Chambre syndicale des constructions métalliques de France et de nombreuses commissions.
Il repose au cimetière des Planques d'Albi.

## Distinctions
- Officier de la Légion d'honneur
- Officier d'académie
- Chevalier de l'ordre du Christ (Portugal)

Il est officier de la Légion d'honneur[Quand ?], officier d'Académie, chevalier de l'ordre du Christ du Portugal. 
Il reçoit en outre la médaille d'or à l'Exposition universelle de Paris de 1889 comme collaborateur de la Société de construction des Batignolles et spécialement pour le projet du viaduc du Viaur, et le Prix Montyon (catégorie scientifique) en 1903 pour sa conception des « arcs équilibrés ».

## Hommage

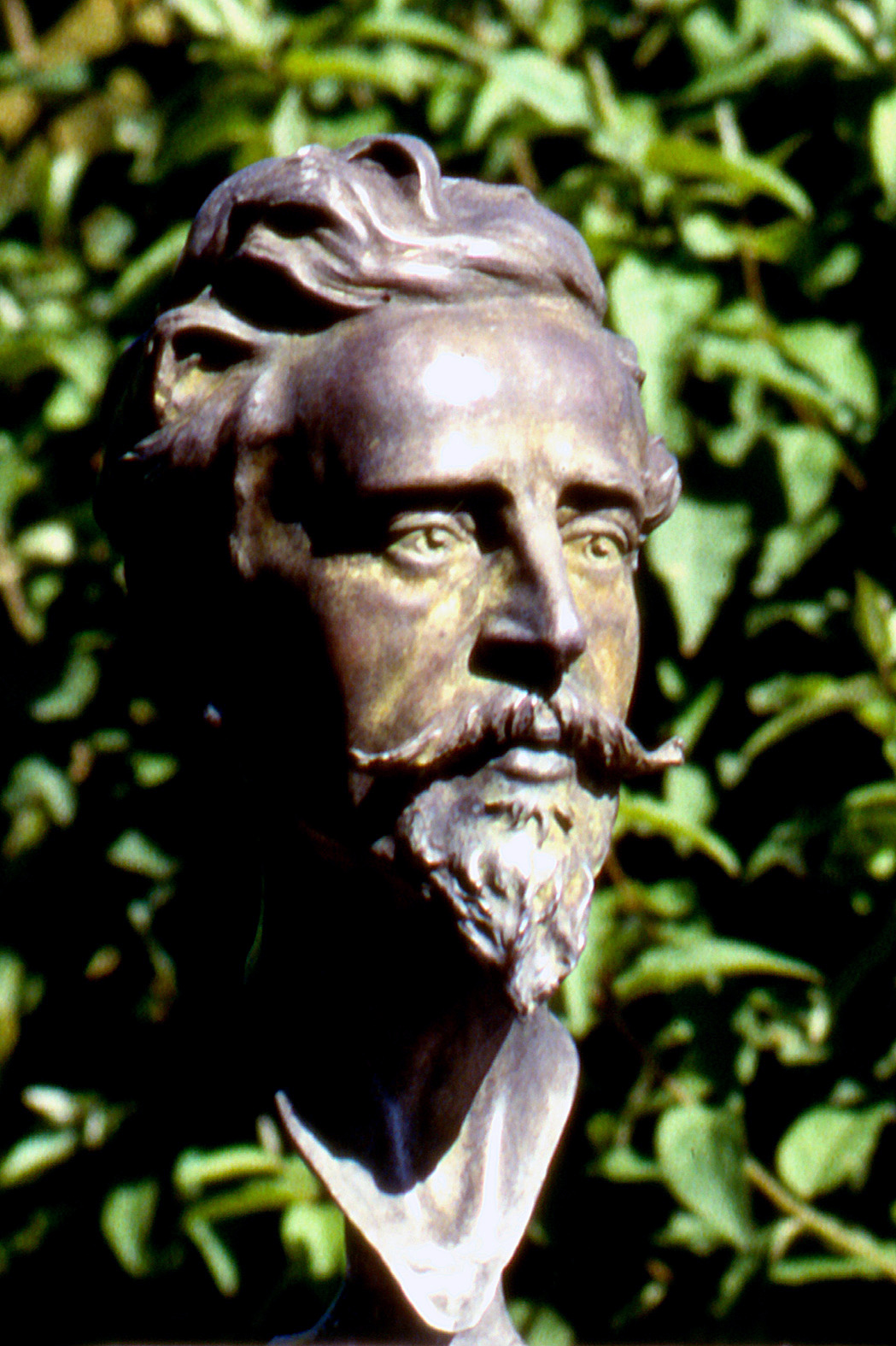
Buste de Paul-Joseph Bodin, viaduc du Viaur.

En 1932, la rue Paul-Bodin dans le 17e arrondissement de Paris est nommée en son honneur. La rue se trouve a l'emplacement des anciens ateliers de la Société de construction des Batignolles et à proximité de la rue Ernest-Goüin, le fondateur de la SCB.
Un boulevard d'Albi porte également son nom.
Le village de Tanus a baptisé son axe routier principal (anciennement RN 88) avenue Paul-Bodin. Et le village de Tauriac-de-Naucelle a dressé un buste de Paul Bodin au niveau du point de vue sur le viaduc du Viaur.

## Réalisations
- Viaduc du Viaur (1902)
- Pont de la Trinité (1897)
- Passerelle de Pont-Aven (1907)
- Viaduc de Faux-Namti, ou "pont des arbalétriers", province chinoise du Yunnan (1907)
- Viaduc d'Asopos (1908)